# نرخة
بلدية نِرخة أو نرجة أو (نقحرة: نيرخا) (بالإسبانية: Nerja) هي بلدية تقع في مقاطعة مالقة التابعة لمنطقة أندلوسيا جنوب إسبانيا.

## الديموغرافيا
بلغ عدد سكان بلدية نرخة 22.294 نسمة عام 2011 (وفقاً للمعهد الوطني الإسباني للإحصاء).
| 14.965 | 15.725 | 17.186 | 19.496 | 20.796 | 21.811 | 22.294 |

## توأمة
لِنرخة اتفاقيات توأمة مع كل من:
- سان خوان
- بيسكيا
- أولينز

## أعلام
- روث نونييز
- باري ماثر